# Challenger de Caltanissetta 2017
El torneo Città di Caltanissetta 2017 es un torneo profesional de tenis. Pertenece al ATP Challenger Series 2017. Se disputó su 19.ª edición sobre superficie tierra batida, en Caltanissetta, Italia entre el 12 y el 18 de junio de 2017.

## Jugadores participantes del cuadro de individuales
| Favorito | País                      | Jugador              | Rank1 | Posición en el torneo |
| -------- | ------------------------- | -------------------- | ----- | --------------------- |
| 1        | Bandera de Italia         | Paolo Lorenzi        | 34    |                       |
| 2        | Bandera de Serbia         | Dušan Lajović        | 81    |                       |
| 3        | Bandera de Kazajistán     | Mikhail Kukushkin    | 85    |                       |
| 4        | Bandera de Moldavia       | Radu Albot           | 88    |                       |
| 5        | Bandera de Argentina      | Facundo Bagnis       | 101   |                       |
| 6        | Bandera de Italia         | Marco Cecchinato     | 104   |                       |
| 7        | Bandera de Italia         | Alessandro Giannessi | 109   |                       |
| 8        | Bandera de Estados Unidos | Tennys Sandgren      | 113   |                       |

- 1 Se ha tomado en cuenta el ranking del 29 de mayo de 2017.

### Otros participantes
Los siguientes jugadores recibieron una invitación (wild card), por lo tanto ingresan directamente al cuadro principal (WC):
- Simone Bolelli
- Paolo Lorenzi
- Gianluca Mager
- Dušan Lajović

Los siguientes jugadores ingresan al cuadro principal tras disputar el cuadro clasificatorio (Q):
- Matteo Berrettini
- Sebastian Ofner
- João Pedro Sorgi
- Cedrik-Marcel Stebe

## Campeones

### Individual Masculino
- derrotó en la final a  ,

### Dobles Masculino
- /   derrotaron en la final a   /  ,